# Philenora lunata
Philenora lunata là một loài bướm đêm thuộc phân họ Arctiinae, họ Erebidae.